# Liste des stations de radio en Croatie

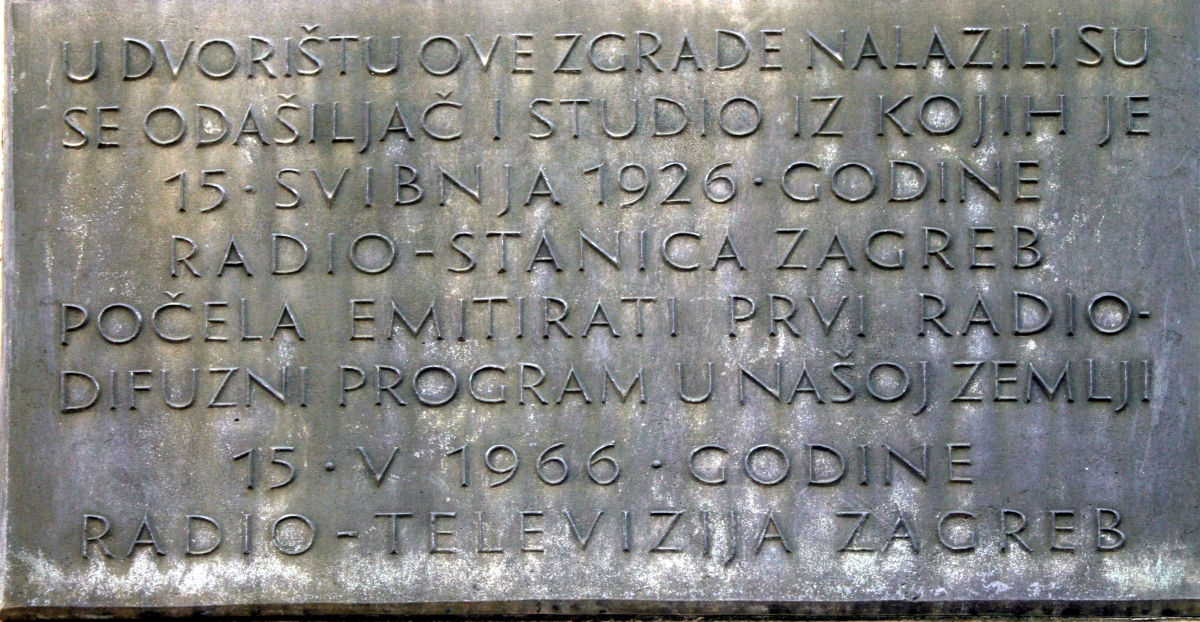
Plaque apposée à Gornji Grad, un arrondissement de Zagreb, la capitale de la Croatie, pour la station de radio Zagreb.

Cet article présente la liste des radios en Croatie.

## Radios ou réseaux nationaux

### Radios publiques

#### Hrvatska Radiotelevizija(HRT)
- HR 1 - radio nationale de Croatie axée sur l'information
- HR 2 - radio diffusant surtout des émissions de divertissement, y compris la musique populaire
- HR 3 - radio diffusant principalement de la musique classique

### Radios privées
- Radio croate catholique (hr) (Hrvatski katolički radio)
- Narodni radio (hr)
- Otvoreni radio (hr)